# 熊璘
熊璘（1410年—？），字文玉，河南汝寧府羅山縣人，民籍。明朝政治人物。進士出身。

## 生平
正統六年（1441年）辛酉科河南鄉試第一名。正統七年（1442年）壬戌科會試第二十四名，殿試登進士第二甲第四十六名。

## 家族
曾祖熊成德。祖父熊添恕。父亲熊友，曾任陝西宜川縣主簿。